# Limnichoderus imprioris
Limnichoderus imprioris är en skalbaggsart som beskrevs av Richard Eliot Blackwelder 1944. Limnichoderus imprioris ingår i släktet Limnichoderus och familjen lerstrandbaggar. Inga underarter finns listade i Catalogue of Life.